# Patinação sobre rodas nos Jogos Pan-Americanos de 1999
As competições de patinação sobre rodas nos Jogos Pan-Americanos de 1999 foram realizadas em Winnipeg, Canadá.

## Patinação sobre rodas

### Masculino
Velocidade
| Event                              | Ouro                 | Prata                   | Bronze                  |
| ---------------------------------- | -------------------- | ----------------------- | ----------------------- |
| 500 m detalhes                     | Diego Rosero ( COL ) | Chad Hedrick ( USA )    | José Bustamante ( COL ) |
| 1000 m detalhes                    | Chad Hedrick ( USA ) | Diego Rosero ( COL )    | José Bustamante ( COL ) |
| Distância curta combinada detalhes | Diego Rosero ( COL ) | Chad Hedrick ( USA )    | Derek Downing ( USA )   |
| Distância longa combinada detalhes | Chad Hedrick ( USA ) | José Bustamante ( COL ) | Derek Downing ( USA )   |
| Maratona detalhes                  | Chad Hedrick ( USA ) | Diego Rosero ( COL )    | José Bustamante ( COL ) |

Artística
| Evento             | Ouro                    | Prata                 | Bronze                |
| ------------------ | ----------------------- | --------------------- | --------------------- |
| Masculino detalhes | Walter Iglesias ( ARG ) | Eric Anderson ( USA ) | Diego Alencar ( BRA ) |

### Feminino
Velocidade
| Evento                             | Ouro                        | Prata                   | Bronze                  |
| ---------------------------------- | --------------------------- | ----------------------- | ----------------------- |
| 500 m detalhes                     | Andrea González ( ARG )     | Berenice Moreno ( COL ) | Julie Brandt ( USA )    |
| 1000 m detalhes                    | Erika Rueda ( COL )         | Andrea González ( ARG ) | Julie Brandt ( USA )    |
| 15000 m detalhes                   | Marcela Caceres ( CHI )     | Theresa Cliff ( USA )   | Julie Brandt ( USA )    |
| Distância curta combinada detalhes | Andrea González ( ARG )     | Berenice Moreno ( COL ) | Erika Rueda ( COL )     |
| Distância longa combinada detalhes | Theresa Cliff ( USA )       | Julie Brandt ( USA )    | Andrea González ( ARG ) |
| Meia maratona detalhes             | Andrea Haritchelhar ( ARG ) | Andrea González ( ARG ) | Erika Rueda ( COL )     |

Artística
| Evento            | Ouro                   | Prata                     | Bronze                    |
| ----------------- | ---------------------- | ------------------------- | ------------------------- |
| Feminino detalhes | Patricia Houle ( USA ) | Florencia Sachero ( ARG ) | Janaína Espíndola ( BRA ) |

### Eventos mistos
Artística
| Evento          | Ouro                                         | Prata                                            | Bronze                              |
| --------------- | -------------------------------------------- | ------------------------------------------------ | ----------------------------------- |
| Duplas detalhes | USA Estados Unidos Melissa Quinn Adam White  | URU Uruguai Karina Rocha Germán Alves            | CAN Canadá Sherri Bint Ron Woods    |
| Dança detalhes  | ARG Argentina Gabriela Mugica Flavio Fissolo | USA Estados Unidos April Corley Brian Richardson | BRA Brasil Luciana Roiha Max Santos |

## Hóquei sobre patins

### Masculino
| Evento | Ouro           | Prata     | Bronze |
| ------ | -------------- | --------- | ------ |
| Time   | Estados Unidos | Argentina | Brasil |